# Flamurtari Vlorë
O Klubi Sportiv Flamurtari Vlorë é uma agremiação poliesportiva com sede na cidade de Vlorë na Albânia, fundado em 27 de Março de 1923 . A sede do clube é localizada na Rua Pelivan Leskaj, Aulona - Vlorë.
Sua atuação no futebol iniciou-se em 23 de Março de 1923 sendo o primeiro presidente eleito como Korcari Milton. Suas maiores conquistas são a Kategoria Superiore (primeira divisão da Albânia), por 2 vezes em 1991 e 1997, e também a Copa da Albânia ganhando por 3 vezes no ano de 1986, 1989 e 2010. O Flamurtari é o atual vice-campeão da Supercopa da Albânia e 5° no Campeonato Albanês.
O Flamurtari é o 6° colocado no ranking da FSHF (Associação de Futebol da Albânia) com 2.076 pontos. O Flamurtari possui a Sétima maior torcida da Albânia .
Além do futebol, outra modalidade de destaque é o Basquetebol, além do Atletismo, Natação, Voleibol, Ginástica, Tênis de Mesa, Boxe, tendo ganhado vários títulos pelas várias modalidades que disputa ou disputou .

## História

### Período Pré-Guerra
O clube de futebol do Flamurtari Vlorë foi fundado em 23 de março de 1923 como Shoqeria Sportive Vlorë. O primeiro presidente do clube foi Milto Korcari e o primeiro secretário Malo Ismaili. O clube foi criado para tornar o futebol mais popular. Suas necessidades financeiras foram cobertas por doações de membros ou de diferentes atividades organizadas na cidade de Vlorë. Shoqeria Sportive jogou sua primeira partida contra o Shoqëria Sportive Jeronim de Rada, uma equipe local criada a partir de estudantes de Vlorë. A partida terminou em um empate em 2-2. Os gols para o Shoqeria foram marcados por Adem Gavani e Tepelena Hazbi.
Na década de 20 a equipe jogou vários a amistosos contra equipes nacionais e estrangeiras. As partidas mais interessantes foram jogadas contra Cernagore Cetinje e Livorno Naval Institute, vencendo as partidas por 1-0 e 3-2 respectivamente. Shoqeria Sportive Vlorë foi um membro fundador da Associação de Futebol da Albânia e participou do primeiro Campeonato Albanês de Futebol. Sua primeira partida oficial foi contra o Skënderbeu Korçë em Vlorë que terminou com uma vitória por 2-0. Em 1935 o clube mudou seu nome para Shoqata Sportive Ismail Qemali. Nos campeonato da pré-guerra o clube sempre esteve na metade inferior da tabela e não conseguiu nenhum título.

### 1945-1980
Em novembro de 1944, Shoqata Sportive Ismail Qemali foi reaberto. O campeonato começou em 16 de Setembro de 1945, jogando sua primeira partida contra o Vllaznia, O Shoqata perdeu por 1-0. Na temporada 1945 a equipe terminou em 4°, sendo que tinha 6 equipes no campeonato. Em 22 de Junho de 1946, a equipe mudou seu nome para Klubi Sportiv Flamurtari Vlorë. Na temporada de 1946 o Flamurtari foi para a final do campeonato, tendo vencido o Grupo B na primeira fase. A final foi contra o Vllaznia Shkodër, Flamurtari perdeu as duas partidas, com um placar agregado de 5-0. Em 1948, Flamurtari chegou novamente na final, perdendo para o Partizani Tirana no Qemal Stafa por 6-2. Em 1951 o clube mudou seu nome para Puna Vlorë, mas em 1958 o clube usou mais uma vez o nome Flamurtari. Em 1960 o clube chegou a final da Copa da Albânia. Na primeira rodada jogou contra o KS Pogradeci, e ganhar deles em casa e fora. Na segunda rodada o Flamurtari jogou contra o Besa Kavajë. As duas empataram os dois jogos, e tiveram que fazer mais dois jogos extras, um de 90 minutos em Kavajë e outro de 135 minutos em Vlorë. No placar agregado 8-5 para o Flamurtari. Na terceira rodada o Flamurtari enfrentou o Skënderbeu Korçë. A primeira partida em Vlorë, terminou com uma vitória por 3-0. Em Korçë, o Skënderbeu estava ganhando por 3-0, na segunda metade do jogo o Flamurtari fez uma das maiores reviravoltas do futebol albanês, vencendo o jogo por 4-3. Na final o time jogou contra o Dinamo Tirana, sendo um jogo único perdendo por 1-0.

### Os anos dourados
Na década de 1980 o Flamurtari recuperou seu status anterior de um grande clube albanês. Flamurtari terminou em 8° lugar na temporada 1980-81, mas na temporada seguinte ficou vice-campeão, atrás de KF Tirana. Durante a temporada o Flamurtari permaneceu invicto em todos os jogos em casa, em todas as competições que disputou. Em 1981 o Flamurtari iria participar pela primeira vez de uma copa internacional, a Taça dos Balcãs. Eles jogaram contra o AEK Atenas, perdendo por 3-2. Eles terminaram em segundo no seu grupo com duas vitórias e duas derrotas, fazendo 7 gols e levando 8. Em 1983-84 o Flamurtari chegou mais uma vez a final da Copa da Albânia, mas perdeu para o SK Tirana. Na temporada seguinte, eles conquistaram a Copa da Albânia vencendo o Partizani Tirana, e assim conquistando o primeiro título profissional da história.
Em 1985-86, Flamurtari terminou mais uma vez em segundo, perdendo no saldo de gols para o Dinamo Tirana. Terminando em segundo no campeonato eles foram classificados para a Copa da UEFA. Eles foram sorteados para jogar contra o FC Barcelona. Flamurtari foi eliminado após dois empates (1-1 em Vlorë, 0-0 em Barcelona), graças a regra do gol fora. Nessa temporada o Flamurtari conseguiu chegar mais uma vez a final da Copa da Albânia perdendo na final para o Vllaznia Shkodër por 4-3.
Depois de uma temporada perfeita eles ganharam o direito de jogar mais uma vez na Taça da UEFA. Na primeira rodada eles tiveram que jogar contra o Partizan Belgrado. Depois de uma vitória por 2-0 em Vlorë, na segunda partida o Partizan estava ganhando por 2-0, até o minuto 76 quando Sokol Kushta marcou um gol para o Flamurtari classificando o time direto para a segunda rodada.
Na segunda rodada, o Flamurtari foi sorteado para jogar contra o FC Erzgebirge Aue em Aue. No primeiro jogo em Aue o Erzgebirge venceu por 1-0, mas já em Vlorë o Erzgebirge perdeu por 2-0, Flamurtari classificado para a terceira rodada.
Na terceira rodada eles foram sorteados para jogar mais uma vez contra o FC Barcelona. Flamurtari venceu o primeiro jogo em Vlorë por 1-0. No segundo jogo em Barcelona, o Flamurtari terminou o primeiro tempo ganhando por 1-0, mas no segundo tempo tomou 4 gols seguidos, e o jogo acabou 4-1 para o Barcelona. Eliminando o Flamurtari numa das melhores campanhas numa copa internacional.
Na mesma temporada o Flamurtari venceu a Copa da Albânia, depois de ganhar o Partizani Tirana por 1-0. Na temporada 1988-89 o Flamurtari foi jogar a Recopa da UEFA, sendo sorteados para jogar contra o clube de futebol polonês Lech Poznan. Depois de dois jogos o Flamurtari foi eliminado, no placar agregado o Lech ganhou por 4-2. Apenas um ano depois o Flamurtari ganhou pela primeira vez a Kategoria Superiore. No mesmo ano eles ganharam também a Supercopa da Albânia.

## Outras Modalidades

### Ciclismo
Dos anos de 1916 á 1921, houve um aumento significativo na popularidade do ciclismo na Albânia, sendo formado em 21 de Maio de 1921 o clube de ciclismo de Vlorë, onde apareceram famosos nomes no esporte na Albânia como, Novruz Nivrica, Spiro Stavro e Salo Metushi. Em 1925 o clube disputou o primeiro torneio nacional, sendo o time de Vlorë representado por Novruz Nivrica.
Em 1928 o Vlorë participou da primeira Copa dos Balcãs de Ciclismo sendo realizada na Grécia, tendo como campeão Novruz Nivrica, o primeiro título internacional do Vlorë.
Entre 1937 e 1940, apareceram outros famosos nomes como, Thomas Puka, Gori Risilia, Cecen Shana, Qemal Meli, e Mimi Risilia.
Em 1966, o destaque foi o talentoso Driza Piro, que ganhou seu primeiro título nacional com apenas 15 anos de idade.

## Cores e Emblema

### Emblema
As cores tradicionais do Flamurtari são vermelho e preto. Foi em Vlorë que Ismail Qemali declarou a independência da Albânia, e a cidade foi apelidada de "Cidade da Bandeira", então os fundadores do clube decidiram que as cores do time deviam ser as da bandeira. O primeiro escudo do clube era bem parecido com o do Conselho Municipal de Vlorë. Após a Segunda Guerra Mundial, a equipe mudou seu escudo em um escudo em forma de novo com a inicial F em preto, no meio do escudo rodeado por um fundo vermelho. O brasão atual foi feito na década de 80, mas só foi utilizado no começo da década de 2000.

### Uniforme
O Uniforme atual do Flamurtari é preto com listras vermelhas, calção preto e meias pretas. Os números nas costas são escritos na cor dourada. O patrocinador do uniforme é Société Générale e Bashkia Vlorë. O primeiro uniforme do Flamurtari era preto com listras horizontais pretas, calção preto e meias vermelhas. De 1946 até 1981 o uniforme do flamurtari era branco com uma listra vertical preta e duas vermelhas.

## Estádio
Antes da construção do Stadiumi Flamurtari o Flamurtari, fazia seus jogos em casa nem um campo conhecido como "Varri i Halimit ". O Varri i Halimit era localizado em Uji i Ftohte, onde hoje é a sede da equipe de base do Flamurtari. A equipe mudou-se para o novo estádio em 1961, inicialmente construído com uma capacidade para 6.500 pessoas, o estádio foi ampliado em 1975 aumentando sua capacidade para 12.000. No entanto durante a era ouro do clube atraiu até 15.000 torcedores. O maior público já registrado , foi no jogo contra o FC Barcelona na Copa da UEFA 1987-88, quando havia 18.500 pessoas no estádio. Em 2004 o estádio foi reconstruido com a ajuda da FSHF e Bashkia Vlorë. Ele agora suporta no máximo 8.500 torcedores.

## Títulos

### Principais Títulos
- Kategoria Superiore: 2

(1990-91, 1996-97)
- Kategoria e Parë: 1

(2005-06)
- Copa da Albânia: 3

(1985-86, 1988-89, 2009-10)
- Supercopa da Albânia: 2

(1990, 1991)
- Copas Europeias:

A nível internacional eles são mais conhecidos por uma série do bons resultados obtidos no final dos anos 80, sendo a equipe albanesa mais sucedida em uma competição continental. Na Copa da UEFA 1986-87, o Flamurtari jogou contra o FC Barcelona, conseguindo dois empates: 1-1 em Vlorë e 0-0 em Barcelona. O Barcelona se classificou pela regra dos gols fora de casa. Na temporada seguinte 1987-88 o Flamurtari enfrentou o Partizan Belgrado (Vitória por 2-0 em Belgrado, e derrota por 2-1 em Vlorë), se classificando para a segunda rodada enfrentando o Erzgebirge Aue FC (Derrota por 1-0 em Aue e Vitória por 2-0 em Vlorë). Na terceira rodada o Flamurtari foi sorteado para jogar contra o Barcelona (1-0 em Vlorë, 1-4 em Barcelona). Esta parece ser até hoje a melhor participação de uma equipe albanesa em uma competição continental. Na UEFA Europa League 2009-10 eles enfrentaram o Motherwell FC da Escócia (0-1 em Vlorë, 1-8 em Motherwell).

## Rivalidades
O principal rival do Flamurtari é o Vllaznia Shkodër. Nos anos 70 os dois jogaram o futebol mais bonito da Albânia. A relação entre os dois clube é boa e não há registros de violência por parte dos torcedores. Outros concorrentes incluem as equipes da capital: Dinamo Tirana, Tirana, e Partizan Tirana. A rivalidade talvez se deva ao fato de Vlorë ter sido a primeira capital da Albânia, e só depois ter passado a ser Tirana.

## Flamurtari em Copas Europeias
| Temporada | Competição                 | Rodada | País                                          | Clube               | Casa | Fora | Agregado |
| --------- | -------------------------- | ------ | --------------------------------------------- | ------------------- | ---- | ---- | -------- |
| 1985–86   | Taça dos Campeões Europeus | 1R     | Finlândia                                     | HJK                 | 1–2  | 2–3  | 3–5      |
| 1986–87   | Copa da UEFA               | 1R     | Espanha                                       | Barcelona           | 1–1  | 0–0  | 1–1      |
| 1987–88   | Copa da UEFA               | 1R     | República Socialista Federativa da Iugoslávia | Partizan            | 2–0  | 1–2  | 3–2      |
|           |                            | 2R     | Alemanha Oriental                             | Erzgebirge Aue      | 2–0  | 0–1  | 2–1      |
|           |                            | 3R     | Espanha                                       | Barcelona           | 1–0  | 1–3  | 2–3      |
| 1988–89   | Taça dos Campeões Europeus | 1R     | Polónia                                       | Lech Poznań         | 2–3  | 0–1  | 2–4      |
| 1990–91   | Taça dos Campeões Europeus | 1R     | Grécia                                        | Olympiacos          | 0–2  | 1–3  | 1–5      |
| 1991–92   | Taça dos Campeões Europeus | 1R     | Suécia                                        | IFK Göteborg        | 1–1  | 0–0  | 1–1      |
| 1996–97   | Liga dos Campeões da UEFA  | 1R     | Eslováquia                                    | Humenné             | 0–2  | 0–1  | 0–3      |
| 2009–10   | Liga Europa da UEFA        | 2R     | Escócia                                       | Motherwell          | 1–0  | 1–8  | 2–8      |
| 2011–12   | Liga Europa da UEFA        | 1R     | Montenegro                                    | Budućnost Podgorica | 1–2  | 3–1  | 4–3      |
|           |                            | 2R     | Chéquia                                       | Jablonec            | 0–2  | 1–5  | 1–7      |
| 2012–13   | Liga Europa da UEFA        | 1R     | Hungria                                       | Honvéd              | 0–1  | 0–2  | 0–3      |
| 2014–15   | Liga Europa da UEFA        | 1R     | Geórgia                                       | Sioni Bolnisi       | 1–2  | 3–2  | 4–4      |
|           |                            | 2R     | Roménia                                       | Petrolul Ploieşti   | 1–3  | 0–2  | 1–5      |